# Mapledurwell
Mapledurwell – wieś w Anglii, w hrabstwie Hampshire, w dystrykcie Basingstoke and Deane. Leży 34 km na północny wschód od miasta Winchester i 68 km na południowy zachód od Londynu.